# 人權基金會
人權基金會（Human Rights Foundation），是非營利組織，致力於在全球範圍內促進和保護人權，重點關注封閉的社會， 該基金會組織了奧斯陸自由論壇。 該基金會由委內瑞拉電影製片人和人權倡導者Thor Halvorssen Mendoza於2005年創立，總部設在紐約市。

## 外部連結
- 美國人權基金會官網 （页面存档备份，存于）